# Lac de Joux
Ne doit pas être confondu avec Barrage de Joux.
Le lac de Joux est le plus grand plan d’eau du massif jurassien. Le lac remplit le fond de la vallée de Joux, dans le canton de Vaud, en Suisse. Il gèle complètement en hiver.

## Géographie
Le lac de Joux est situé à 1 004 mètres d'altitude. Sa surface est de 9,5 kilomètres carrés et sa profondeur maximale est de 32 mètres.
Il est alimenté principalement par l'Orbe, qui arrive au sud-ouest depuis la France et par la Lionne qui traverse le village de L'Abbaye. Une partie de ses eaux s'écoule dans le lac Brenet, son petit voisin, mais la plus grande partie s'écoule de manière souterraine pour arriver à Vallorbe. L'eau passe à travers les sols calcaires du lac et ressort plus précisément aux grottes de Vallorbe.
Le lac gèle fréquemment pendant l'hiver et dans le passé la glace était exportée en plaine et à l'étranger pour les besoins des hôpitaux, brasseries et restaurants.
Une sculpture monumentale appelée Pégase d'André Lasserre se trouve sur la rive proche du Pont.

## Compagnie de navigation sur le lac de Joux
L’Abeille est le premier bateau connu du lac de Joux, avec quelques courses dès 1887, puis et apparu le Caprice en 1889 qui a navigué jusqu'en 1911. De 1912 à 1916, le Matin a pris la relève pour une courte période, ainsi que le Mea Vallis de 1959 à 1963. Le Caprice II est entré en service le 15 mai 1977. Tout en bois, long de 14 mètres et d'une capacité de 40 places, il se déplace avec un moteur Diesel à six cylindres de 100 CV. Il a été construit dans un chantier naval du Tessin en 1949 et a été racheté à un privé qui naviguait dans la région de Schaffhouse. Le Caprice II navigue tous les jours en juillet et août, et en juin et septembre le week-end uniquement, au départ du village Le Pont pour un tour du lac via le Rocheray.

## Galerie

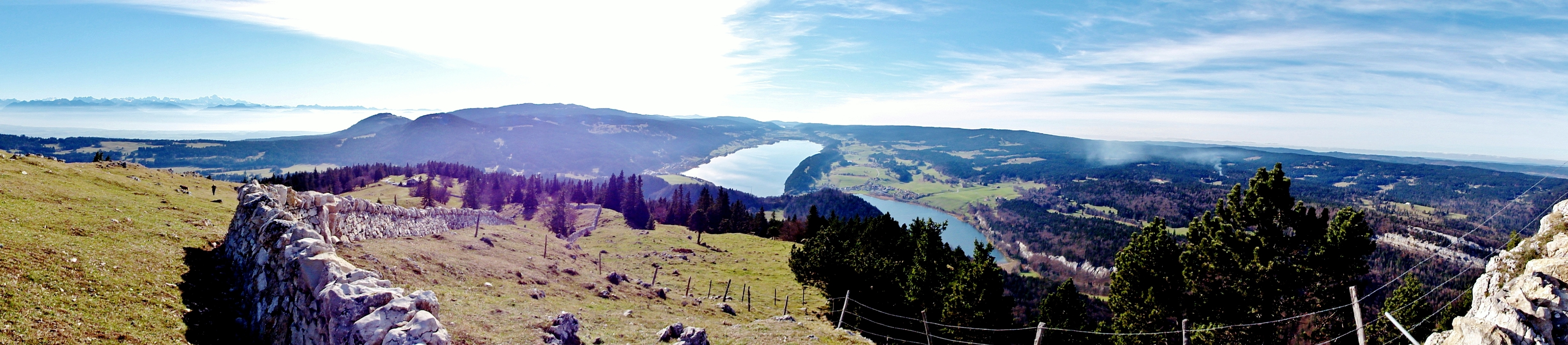
Vue du lac de Joux et lac Brenet (Jura vaudois, Suisse) depuis la dent de Vaulion à 1482.6 mètres d'altitude, sur la gauche le massif du Mont-Blanc.

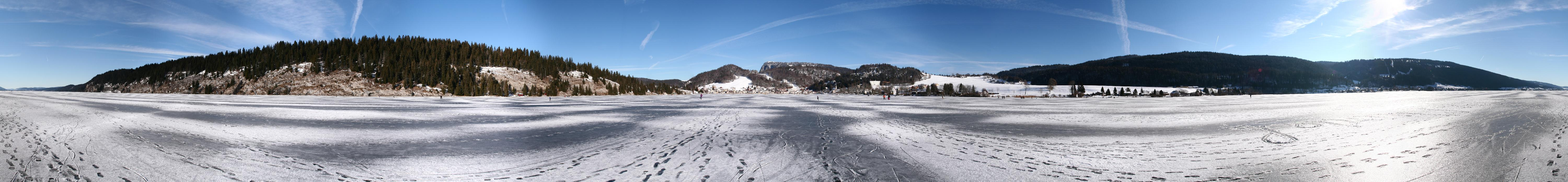
Lac de Joux gelé, au centre la dent de Vaulion, panorama 360°, Vaud, Suisse (janvier 2008).